# مدافعو الحرم
مدافعي الحرم أو «حراس الحرم» أو المدافعون عن العتبات المقدسة، هي عبارة تستخدمها الحكومة الإيرانية للإشارة إلى مستشاريها وأفرادها العسكريين سواء أكانوا إيرانيين أم غير ذلك الذين يقاتلون في العراق وسوريا دفاعًا عن الأضرحة المقدسة وحماية أتباع الطائفة الشيعية. يعتبر مسجد السيدة زينب في دمشق من أبرز المزارات المرتبطة برسالة "المدافعين عن العتبات المقدسة" والتي يكرس لها وجودهم في سوريا ظاهريًا.

## التعريف
يشير مصطلح "المدافعون عن العتبات المقدسة" إلى المستشارين والعسكريين الذين يقاتلون نيابة عن إيران للدفاع عن المواقع والشعوب الشيعية في العراق وسوريا وحمايتها من مجموعات مثل داعش ودعمًا لحكومة بشار الأسد في سوريا. لا يشمل المصطلح الإيرانيين فحسب بل يشمل أيضًا المقاتلين الأفغان والباكستانيين مثل أولئك الذين يقاتلون مع لواء فاطميون أو لواء زينبيون.
بحسب رئيس مجلس النواب الإيراني علي لاريجاني فإن المدافعون عن العتبات المقدسة "يضمنون أمن ووعي وكرامة الشعب الإيراني" من خلال محاربة تنظيم الدولة الإسلامية. بدأ المصطلح نفسه في الظهور عبر وسائل الإعلام الإيرانية في عام 2013 ردًا على الخطر الملموس الذي يواجه مسجد السيدة زينب من السنة وما تلا ذلك من القصف الفعلي للضريح في يوليو من ذلك العام.
تهدف عبارة "المدافعون عن العتبات المقدسة" إلى استحضار ذكرى الحرب الإيرانية العراقية والتي يشار إليها غالبًا بالفارسية باسم الدفاع المقدس (دفاع مقدس دفاع مقدس).

## مجموعات مدافعو الحرم
- لواء فاطميون
- حزب الله
- لواء زينبيون
- منظمة بدر
- كتائب حزب الله
- لواء أبو الفضل العباس
- عصائب أهل الحق
- حركة النجباء
- لواء أسد الله الغالب في العراق والشام
- كتائب الإمام علي
- لواء الباقر
- فيلق القدس